# ドラマチックα
ドラマチックα（ドラマチックアルファ）は、フジテレビで2013年9月30日から2015年3月27日まで、平日14:00 - 16:50（JST）に放送していた、ドラマを中心とした再放送枠である。

## 概要
フジテレビでは2012年4月から平日14時・15時台に『知りたがり!』（第2期）→『アゲるテレビ』（いずれも14:58までの「第1部」のみ全国ネット）を放送していたが、いずれも低視聴率のため打ち切りとなったことを受け、『アゲるテレビ』・『チャンネルα』（ドラマ再放送枠）・『スーパーニュース・第0部』（16:30 - 16:50）の後番組として、過去に放送された連続ドラマや『金曜プレステージ』他で放送された2時間ドラマを中心とし、一部バラエティも含んだ再放送枠に再転換することになった。スポーツ関連の特番を本枠で放送することもある。基本的に全編関東ローカル（ローカルセールス枠）の番組ではあるが、一部のドラマ再放送（年末年始など）やスポーツ関連・祝日などの特番放送時など、当該時間帯のみ番販ネット局が存在することもあった。
｢アゲるテレビ・第1部｣に内包されていた午後のスポットニュースの後継として14時台後半のCM明けに『NEWSお台場発』を放送（過去にチャンネルαでもニュース枠は存在していた）。また、本編終了直後には後続の『スーパーニュース』の直前生予告が挿入されていた。
放送中は、放送作品の番組ロゴマークが画面左上部に表示されている（提供クレジット表示時とドラマのオープニング・エンディング時は除く。また以前は放送枠のタイトルロゴが表示されていた）。
番組連動データ放送を実施しており、ドラマ再放送時間帯に限り、一定時間番組を視聴するとスタンプが貯まり、そのスタンプの数に応じてプレゼント応募ができる「ドラマイスタンプ」企画が行われていた。
放送枠創設時の第1回放送作品は『松本清張スペシャル 殺人行おくのほそ道』（14:00 - 15:50）、『踊る大捜査線』第1話前編（15:50 - 16:50）だった。
放送枠終了時の最終回はスポーツ競技中継『世界フィギュアスケート選手権2015 ペアフリー/アイスダンスFD』。
2015年3月30日から本番組放送時間帯に帯の新情報・報道番組『直撃LIVE グッディ!』（13:55 - 15:50）、『みんなのニュース』（15:50 - 19:00）を放送するため、2015年3月27日に放送を終了した。。これにより、しばらくの間在京民放局では日本テレビに次いでフジテレビも平日のノンプライム枠のドラマ再放送枠が存在しなくなったが、2016年10月から『みんなのニュース』の16時台の枠を終了し、その後番組として『メディアミックスα』として、当番組以来1年半ぶりに再放送枠が存在することになる。
- 主に放送していたのは医療系ドラマが多かった。『医龍-Team Medical Dragon-』や『救命病棟24時』のシリーズなどが多く放送されていた。